# Пјан дељи Онтани (Модена)
Пјан дељи Онтани је насеље у Италији у округу Модена, региону Емилија-Ромања.
Према процени из 2011. у насељу је живело 8 становника. Насеље се налази на надморској висини од 1075 м.